# Eddy Howard
Eddy Howard, geboren als Edward Evan Duncan Howard (Woodland (Californië), 12 september 1914 – Palm Desert, 23 mei 1963), was een Amerikaanse jazzzanger en orkestleider.

## Biografie
Howards vader Aubrey Howard was een arts in Woodland, Californië. Eddy Howard ging van 1931 tot 1933 naar het San José State College en studeerde vervolgens geneeskunde aan de Stanford University, voordat hij afhaakte en zanger werd van romantische ballades bij radiostations in Los Angeles. Hij zong later in bigbands onder leiding van Ben Bernie en Dick Jurgens, wiens leadzanger hij werd in 1934. De eerste single samen bij Decca Records was The Martinique in 1934. Zijn hits met Jurgens omvatten de door hem geschreven nummers My Last Goodbye, If I Knew Then, A Million Dreams Ago en Careless, die zijn herkenningsmelodie werd en een nog groter succes werd in een versie van Glenn Miller. De grootste gezamenlijke hit in 1940 van Jurgens met Howard als zanger was echter In an Old Dutch Garden (By an Old Dutch Mill). In 1940 verliet hij het Jurgens Orkest en werd hij enkele maanden zanger van een band van George Olsen. Vervolgens nam hij enkele nummers op voor Columbia Records met een studioband, bestaande uit onder andere Charlie Christian en Teddy Wilson.
In september 1941 nam hij de functie van bandleider over van het Billy Baer Orchestra uit Milwaukee, Wisconsin, dat nu het Eddy Howard Orchestra heette. Pianist Hil Radtke van de band werd zijn belangrijkste arrangeur. De band werd bekend door frequente verbintenissen in de Aragon Ballroom in Chicago en ook door zijn landelijke radio-uitzendingen (Big Band Remotes). Howard was de vaste zanger bij It Can Be Done bij Edgar A. Guests radioprogramma uit 1941 op NBC Blue Network van woensdag tot vrijdag. Howards orkest was o.a. te horen bij de NBC-radioprogramma's Carton of Cheer van 1944 tot 1945 en The Sheaffer Parade van 1947 tot 1948. Van 1941 tot 1948 organiseerde NBC de zondagmiddagshow The Eddy Howard Show. De eerste nummer één single was To Each His Own (Majestic Records, catalogusnummers 7188 en 1070) in 1946, die 5 weken lang bovenaan stond en 19 weken in de verkoop bleef. Het nummer was opgenomen in de speelfilm To Each His Own, die Olivia de Havilland en scenarioschrijver Charles Brackett een Oscar opleverde.
In 1949 tekende Howard bij Mercury Records. De populariteit ging door tot de jaren 1950 met nummers als Maybe It’s Because en Sin (It's No) Sin, die Howards tweede nummer één hit werd en meer dan een miljoen keer werd verkocht. Howard kreeg hiervoor een gouden plaat. Het werd ook een miljoenenseller voor The Four Aces. Howards laatste hit was Teen-Ager’s Waltz, die nummer 19 bereikte in Billboard Hot 100 in 1955. In 1952-1953 was hij op donderdagavond om 10:45 uur te horen bij CBS, met verdere uitzendingen op dinsdag om 22.00 uur in 1955-1956. De opkomst van rockmuziek leidde tot de afname van Howard's populariteit.
Howards ster rees opnieuw in de jaren 1960 als onderdeel van de hernieuwde belangstelling voor bigbandmuziek en de nostalgie van het radiotijdperk. Howards saxofonist en zanger/bandleider Norman Lee verwierf de rechten om de naam Eddy Howard Orchestra en de bandarrangementen te gebruiken. Lee en het orkest traden op als een dansorkest in het midwesten van de Verenigde Staten. Het hoofdkantoor is gevestigd in Wichita (Kansas), ze toerden uitgebreid en namen op onder hun eigen platenlabel Marian Records. Lee leidde het orkest onder zijn eigen naam tijdens de late jaren 1960, maar een aantal Howard-normen bleven in hun repertoire. Nadat Lee en zijn vrouw waren vermoord door een voormalige trompettist van de band, werd het orkest eind jaren 1970 ontbonden. Howard ontving een ster op de Hollywood Walk of Fame (Hollywood Boulevard (Los Angeles) 6724).

## Overlijden
Eddy Howard overleed in mei 1963 op 48-jarige leeftijd aan de gevolgen van een hersenbloeding tijdens zijn slaap. Hij werd begraven in het Desert Memorial Park in Cathedral City. Howard was sinds 1938 getrouwd met Jane Howard-Fuermann en had een dochter (Lynn, * 1942) en een zoon (Eddy jr., * 1948).

## Discografie

### Singles
- 1941:	Remember Pearl Harbor
- 1946:	To Each His Own
- 1946: The Rickety Rickshaw Man
- 1946: (I Love You) For Sentimental Reasons
- 1946: My Best to You
- 1947:	The Girl That I Marry
- 1947: My Adobe Haçienda
- 1947: Heartaches
- 1947: I Wonder, I Wonder, I Wonder
- 1947: Ragtime Cowboy JoeA
- 1947: Kate (Have I Come Too Early, Too Late)
- 1947: An Apple Blossom Wedding
- 1948: Now Is the Hour (Maori Farewell Song)
- 1948: Just Because
- 1948: Put 'em in a Box, Tie 'Em with a Ribbon, and Throw 'Em in the Deep Blue Sea
- 1948: (I'd Like to Get You on a) Slow Boat to China
- 1948: Dainty Brenda Lee
- 1949:	Candy Kisses
- 1949: Love Me! Love Me! Love Me!
- 1949: Red Head
- 1949: Room Full of Roses
- 1949: Yes, Yes, in Your Eyes
- 1949: Maybe It's Because
- 1949: Tell Me Why
- 1950:	Half a Heart Is All You Left Me (When You Broke My Heart in Two)
- 1950: Rag Mop
- 1950: American Beauty Rose
- 1950: To Think You've Chosen Me
- 1951:	A Penny a Kiss – A Penny a Hug
- 1951: The Strange Little Girl
- 1951: What Will I Tell My Heart
- 1951: (A Woman Is a) Deadly Weapon
- 1951: Sin (It's No Sin)
- 1952:	Stolen Love
- 1952: Wishin'
- 1952: Be Anything (But Be Mine)
- 1952: Auf Wiederseh'n Sweetheart
- 1952: Mademoiselle
- 1952: I Don’t Want to Take a Chance
- 1952: It's Worth Any Price You Pay
- 1953:	Gomen-nasai
- 1954:	Melancholy Me
- 1955:	Teenager's Waltz

- Biblioteca Nacional de España: XX910458
- Bibliothèque nationale de France: cb138953554 (data)
- Gemeinsame Normdatei: 119379589
- International Standard Name Identifier: 0000 0000 7827 8644
- Library of Congress Control Number: n84012258
- MusicBrainz: 9ead3559-bc28-4e7e-b260-d4d777fbdd31
- Istituto Centrale per il Catalogo Unico: DDSV087046
- SNAC: w6n43d97
- Trove: 1506346
- Virtual International Authority File: 5117821
- WorldCat: E39PBJh8VqPckCmM4pYJHmmcfq